# اسکاندیدو (کالیفرنیا)
اسکاندیدو (به انگلیسی: Escondido) شهری در شهرستان سن دیه‌گو، کالیفرنیا ایالت کالیفرنیا است که در سرشماری سال ۲۰۱۰ میلادی، ۱۴۳۹۱۱ نفر جمعیت داشته‌است.